# Hjortsberga kyrka, Blekinge
Hjortsberga kyrka är en kyrkobyggnad i Hjortsberga, väster om Johannishus i Ronneby församling, Lunds stift. 
Kyrkan ligger cirka 10 km öster om Ronneby. Landskapet kring kyrkan och rullstensåsen har många spår av bosättningar, från stenåldern och framåt. Gravfältet är från brons- och järnålder, och vittnar om bebyggelse under flera tusen år.

## Kyrkobyggnaden
Hjortsberga kyrka anses vara en av Blekinges äldsta då vissa romanska drag tyder på att den är äldre än från 1200-talet. I kyrkans arkivalier från 1665 heter det också att Hjortsberga ”skal være den ældste kirche i Blegind”. Den nuvarande stenkyrkan föregicks av en äldre kyrka av trä. Till denna lades under 1100-talet ett brett västtorn av sten. Den nuvarande kyrkan uppfördes under 1200-talets tidiga hälft, och bestod då av långhus och kor. Eventuellt har det även till denna funnits ett västtorn då man vid utgrävningar har funnit grunden till ett torn och N. M. Mandelgren berättar från sitt besök 1872 att vid västra gaveln synes spår av att kyrkan haft ”afflångt torn, och muren efter öppningen som en stor dörrhvalf”. På västra väggen ser man både inifrån och utifrån spår av denna öppning. Kyrkan är byggd i sten, i romansk stil, och vid utgrävningar har man hittat grunden till det som en gång var ett torn. 
Kyrkan består av ett rektangulärt långhus med smalare rakslutet kor, sakristia i norr och vapenhus i söder. Inuti avslutas koret med en absid. Kyrkan är huvudsakligen uppförd i natursten, men med tegel i sakristian, predikstolens trappa, vapenhusets taklist och i en del fönsteromfattningar. Långhus och kor täcks av flacka trätunnvalv, tillkomna 1843. 
Fasaderna är vitputsade med stickbågiga fönster, yttertaken är spåntäckta sadeltak. Exteriören har fortfarande medeltida prägel och i korets norra och östra mur finns de ursprungliga, små rundbågiga fönstren bevarade
Vapenhuset nämns första gången 1665, och kan möjligen vara byggt under senare delen av medeltiden. Sakristian tillkom 1770.
Kyrkan är senast ombyggd 1843. Under vintern 2022-2023 höll pastoratet kyrkan stängd på grund av det höga elpriset.

## Kyrkorummet
Predikstolen är tillverkad av Åke Truedsson 1684 och målades 1690.  Fyra bildtavlor berättar om ”Inundatio” (syndafloden), ”Incarnatio” (födelsen), ”Crucificio”  (korsfästelsen), och ”Ressurectio” (uppståndelsen).
Altaret står i en halvcirkelformad absid. Altartavlan är "Uppå Probstens och Kyrckoherdens G. A FULTS Försorg, är til Guds namns ähro, Församlingens nytto och Kyrkans prydnad denne Altaretafla med Kyrkans och Församblingens bekostnad förfärdigad år 1745 e Kr". Altaruppatsen år enligt inskrift målad och skulpterad av bygdekonstnären Sven Segervall. Predikstolen flyttades 1758 till det nya fönstret på långhusets södra vägg och målades samma år. 1838 flyttades den till sin nuvarande plats i långhusets nordöstra hörn och trappan togs upp genom triumfbågen. På predikstolen finns ett timglas som återförvärvades 1930 på en auktion i socknen av grevinnan Carola Wachtmeister. Timglaset hade varit försvunnet en längre tid.  
På väggen som vetter mot norr finns "Disse tre stole hafwer Erlig ock Välacktad man Jesper Skow Ridefogt och hans daatter ladet bygge på deris omkostning och gifwit dennem til kyrken, de äro så wäl som de andre stole här neden för kyrken förärte år 1651 e Kr". På norra väggen finns exempel på 1600-talets kyrkliga konst i form av en tavelgrupp föreställande en präst och hans hustru. På porträttet av prästen står det ”In adamio mors, in Christo nobis vita aeterna datur” (I livet tillhör vi döden, men hos Kristus gives oss evigt liv). På den andra, föreställande hans hustru, står det ”Unica spes mea Christus” (Kristus är mitt enda hopp). Tavlorna, som går att svänga ut från väggen, har på baksidorna spår av äldre teckningar. 
På vinden finns bevarat delar av annan kyrkokonst. När innertaket byggdes bevarades ca en meter målning av de väggmålningar som på 1600-talet prydde väggarna. Resterna av denna dekorativa väggmålning är synlig på långhusvinden. På korvinden finns en ornerad takås från 1200-talets mitt.
På en gravsten nära altaret står det "Åt minnet av högvördige prosten och kyrkoherden Nicolaus P. Albin, som född år 1653 avled 1714, vigdes (denna sten) av hans svärson Gust. A FULT, kyrkoherde i Jordsberga och Edestad år 1724" På en marmorplatta på kyrkogården vid dörren, genom vilket man kommer till kyrkans predikstol kan läsas "Denna sten täcker stoftet av en man, som utmärkt sig genom lärdom och fromhet, herr PETER NICOLAI ALBIN, Jordsbergas verksamme kyrkoherde under 10 år. Såsom och hans ädla hustru Anne Michaelis Frillest,. Högt älskade maaka, moder till ett enda barn. Han avled 1655 i november, hon 1654. Dessas själar avre i välsignelse. Nicolaus Peterson Albin, ensam efterlevande son."(Ur Gradualavhandling av Adam Julius Kling 1748 översatt från latin 2003 av Åke Blennow). 
Dopställ av trä med ängel som karyatid, inköptes 1763. En försvunnen änglabild över funten omtalas 1807. Även denna återfanns och ropades in på en auktion i bygden 1930 av grevinnan Carola Wachtmeister, som skänkte den till kyrkan.
Bänkinredningen är från den danska tiden (1600-talet eller tidigare, omtalade 1665 som ”gode och formalede”). De har både nummer och namn, för det var viktigt att varje gård hade sin bänk. De målades över 1843, men restaurerades 1930-31 och på varje bänkdörr framträder nu i stor dekorativ frakturstil dåvarande ägarens namn.
Flera medeltida träskulpturer finns bevarade på Statens historiska museum, bland annat helig biskop S:t Nicolaus från 1100-talet. Kyrkans skyddshelgon är S:t Nicoalus, handelns, hantverkets och sjöfartens beskyddare. Blekinge museum har i sitt förvar Mariagrupper och rester av ett altarskåp, som tillhör kyrkan.

## Gravfält
Hjortsberga kyrka byggdes i anslutning till det stora gravfältet på åsen. Gravfältet är Blekinges största och bäst bevarade järnåldersgravfält, och tillhörde äldsta Hjortsberga by, som nu är borta men låg på åsens östra sida. Gravarna anlades på krönet av rullstensåsen. Genom sitt läge var de väl synliga för vägfarande under järnåldern. Det är beläget invid en urgammal huvudväg som går från kusten upp mot Småland. Där vägarna för stötte ihop – från norr och söder, öster och väster – ligger Hjortsberga kyrka. Vägen ringlar sig genom en bördig bygd som tidigt koloniserades av människor.  
Under medeltiden låg landskapet Blekinges tingsplats på åskrönet. Hjortsberga är en urgammal tingsplats i Medelstads härad

## Orgeln

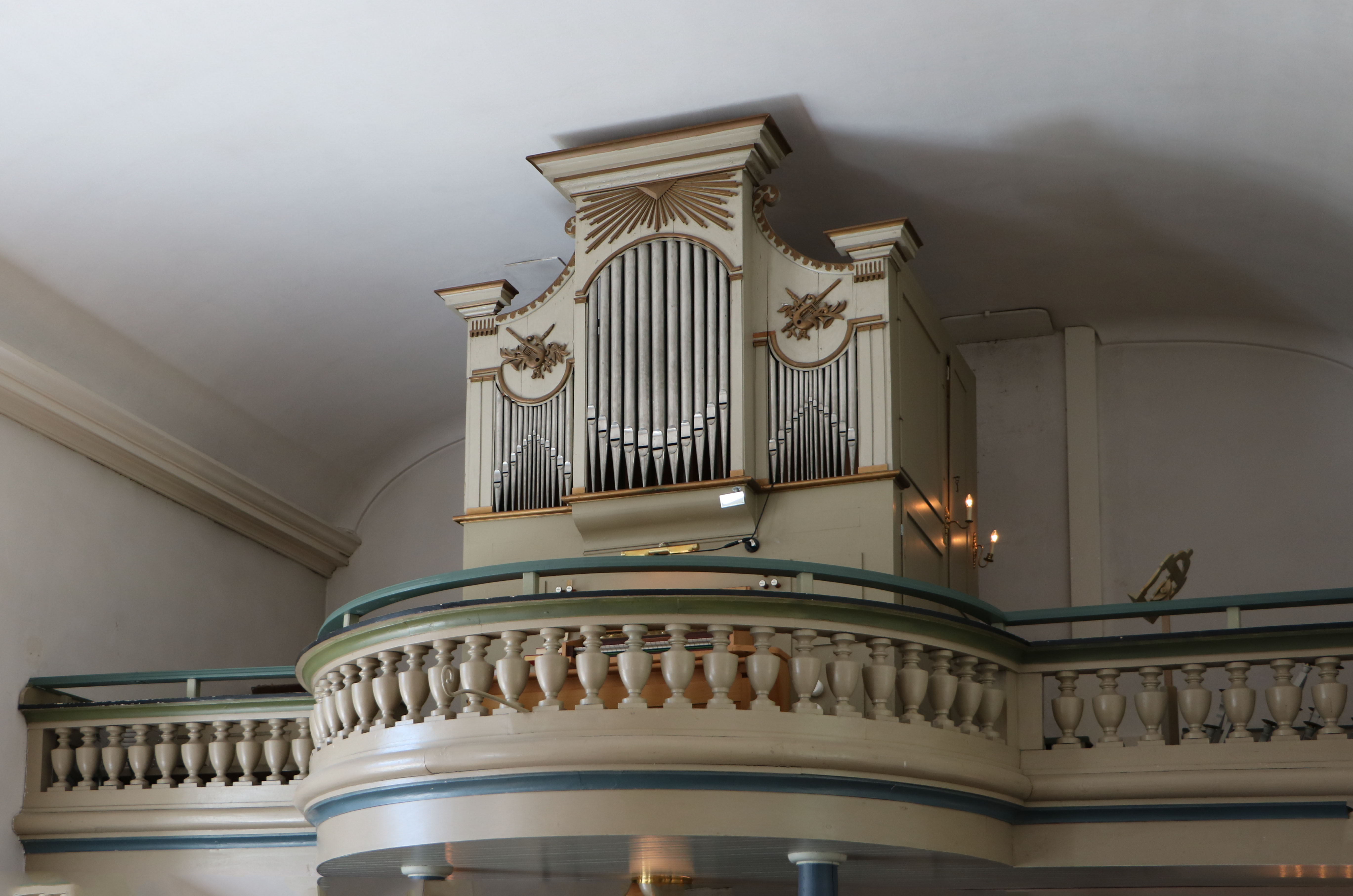
Orgeln

Orgeln med 8 stämmor är byggd 1976 av Mårtenssons orgelfabrik, Lund och är en mekanisk orgel. Den tidigare orgeln var byggd 1929 av samma firma och hade 12 stämmor. Den i sin tur ersatte en orgel som var byggd 1836 av Per Jönsson och Andreas Jönsson Åberg, Hjortsberga. Den hade 9 stämmor och fasaden från den orgeln är densamma som idag.
Den nuvarande orgeln har följande disposition:
| Svällverk (I) C-g3  | Pedalverk (P) C-d1 | Koppel |
| Gedackt 8', B/D     | Subbas 16’         | I/P    |
| Principal 4', B/D   | Kvintadena 4’      |        |
| Koppelflöjt 4', B/D |                    |        |
| Gemshorn 2', B/D    |                    |        |
| Mixtur 2 chor, B/D  |                    |        |
| Dulcian 8' B/D      |                    |        |

## Komministrar
- 1974-1975 Bertil Nilsson
- 1977-1982 Stig Radsjö
- 1982-1985 Bengt Randolfsson
- 1985-1985 Karin Colliander-König
- 1986-1988 Lars Wettermark
- 1988-1991 Jösta Björling
- 1992-1996 Andrés Prieto-Ursua
- 1997-1998 Marie-Louise Aspernäs
- 1998-2007 Thord Dahlberg

## Bildgalleri

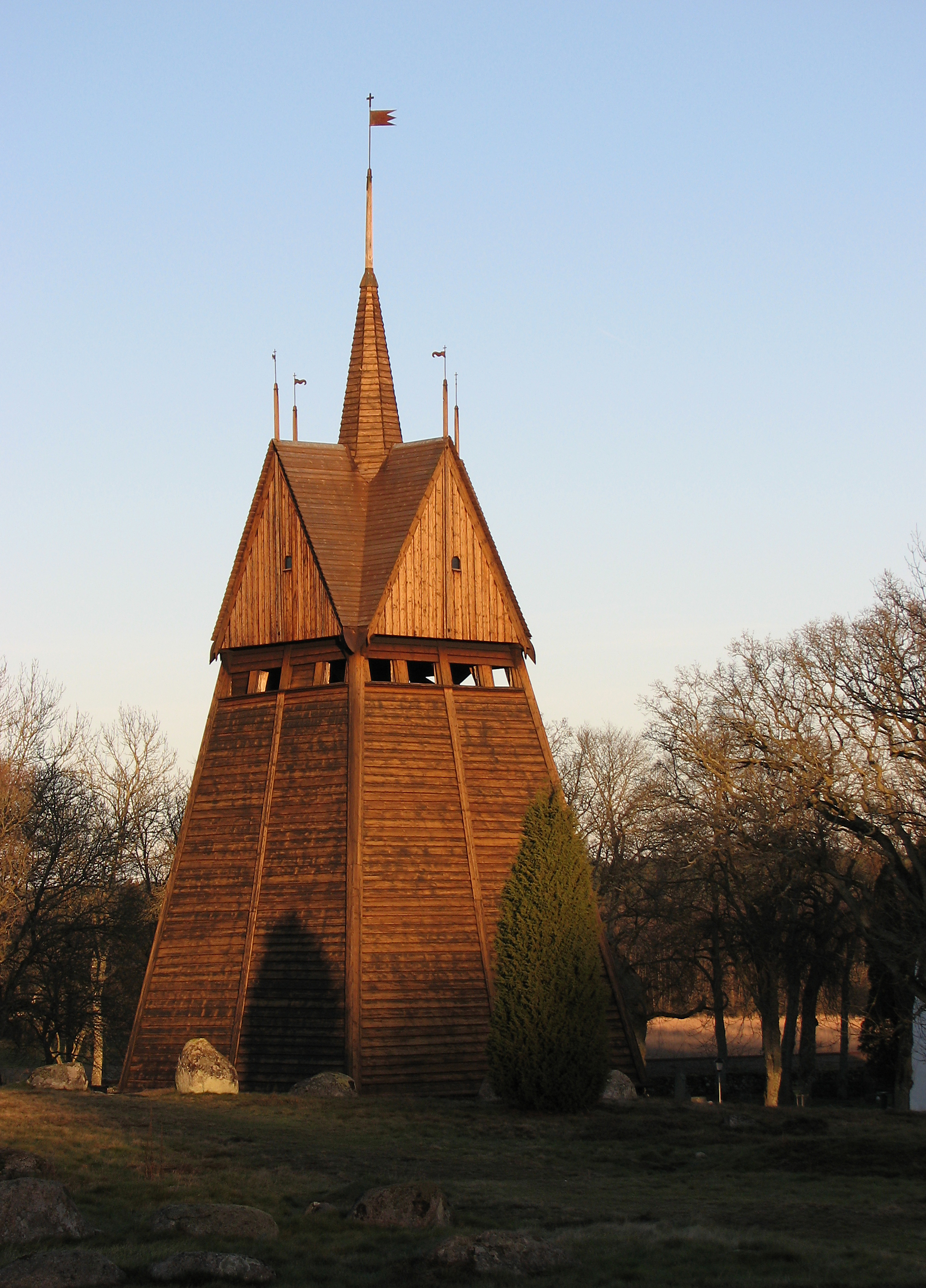
Klockstapel
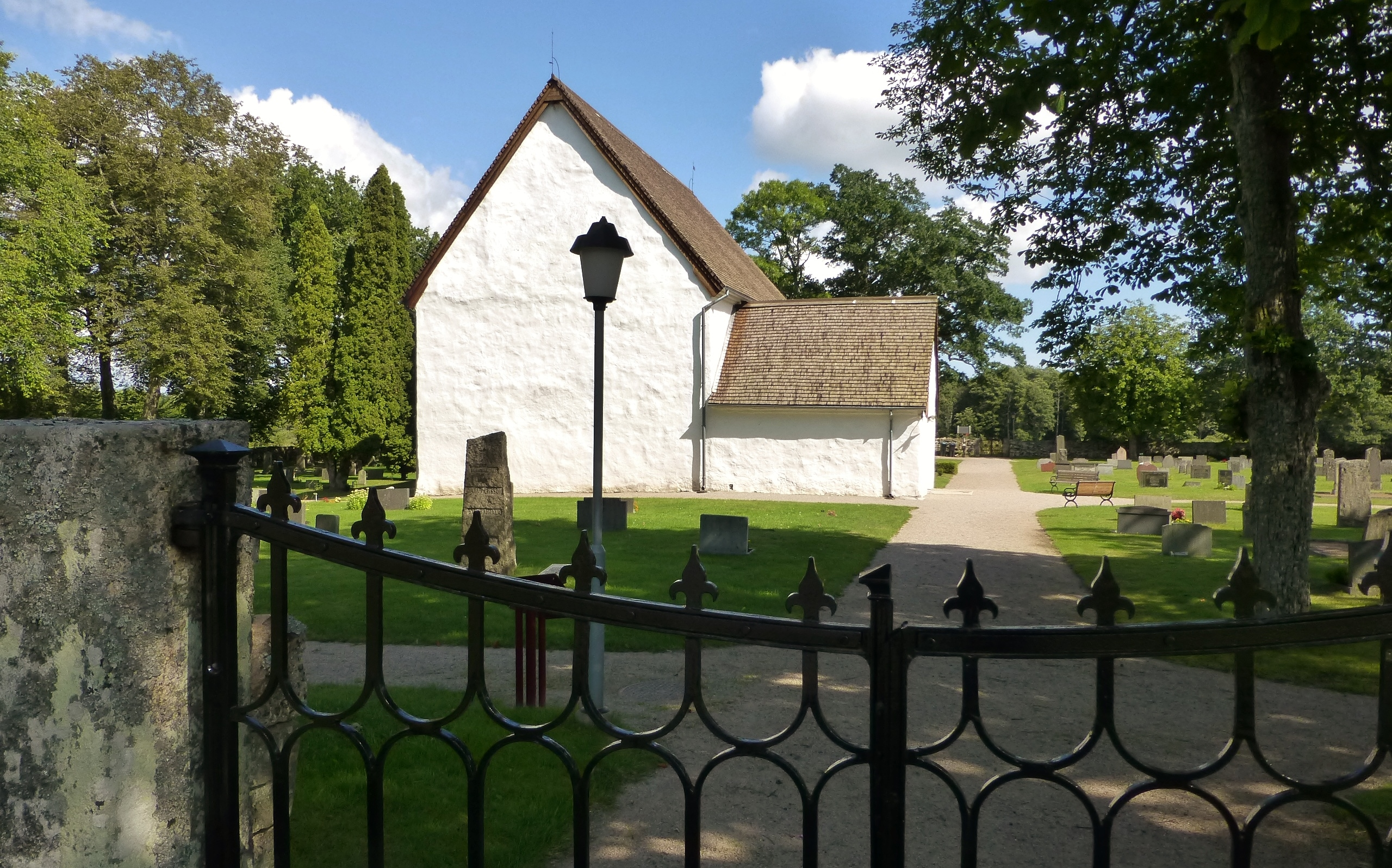
Kyrkan från väster
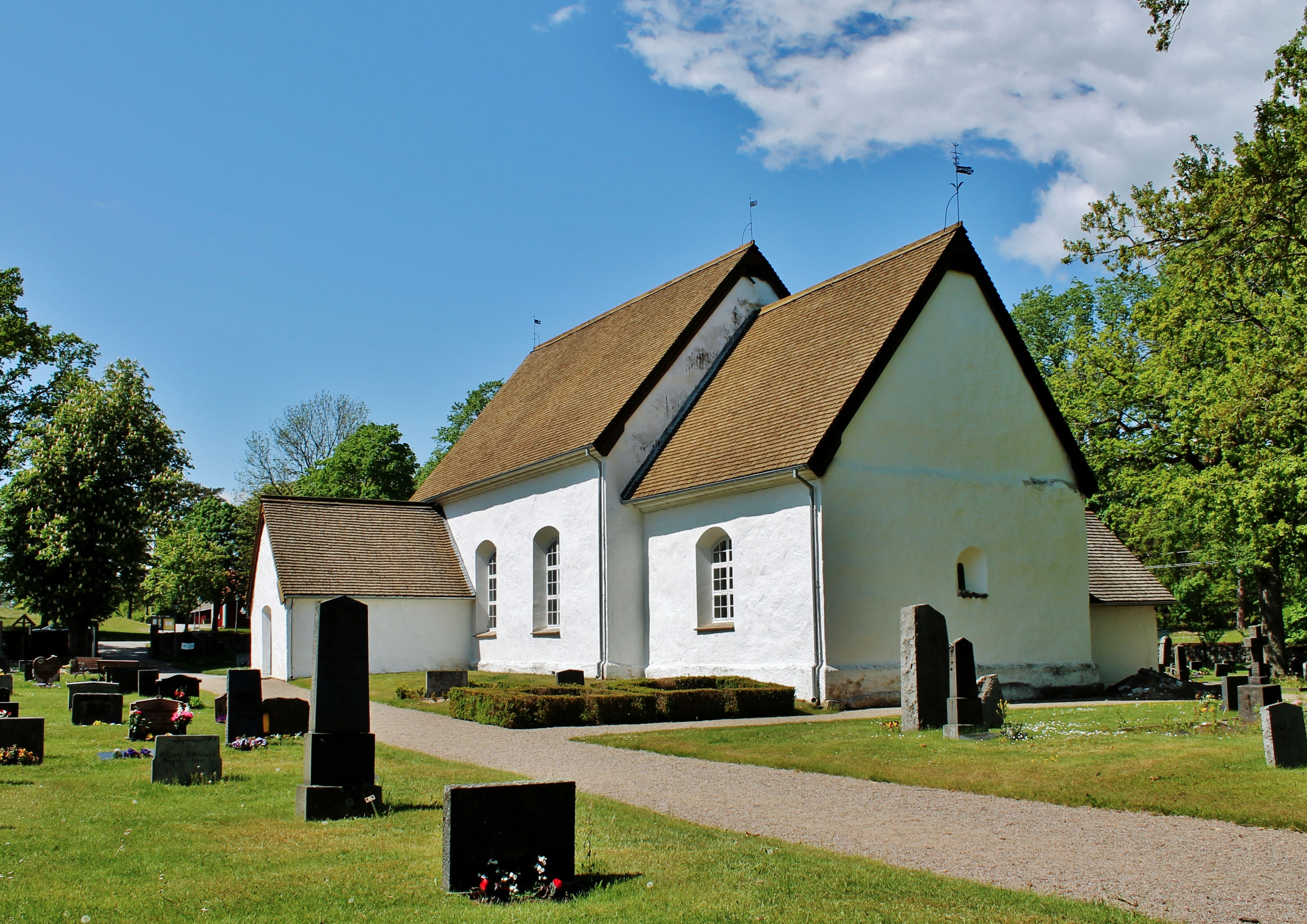
Kyrkobyggnaden med det rakslutande koret från sydöst
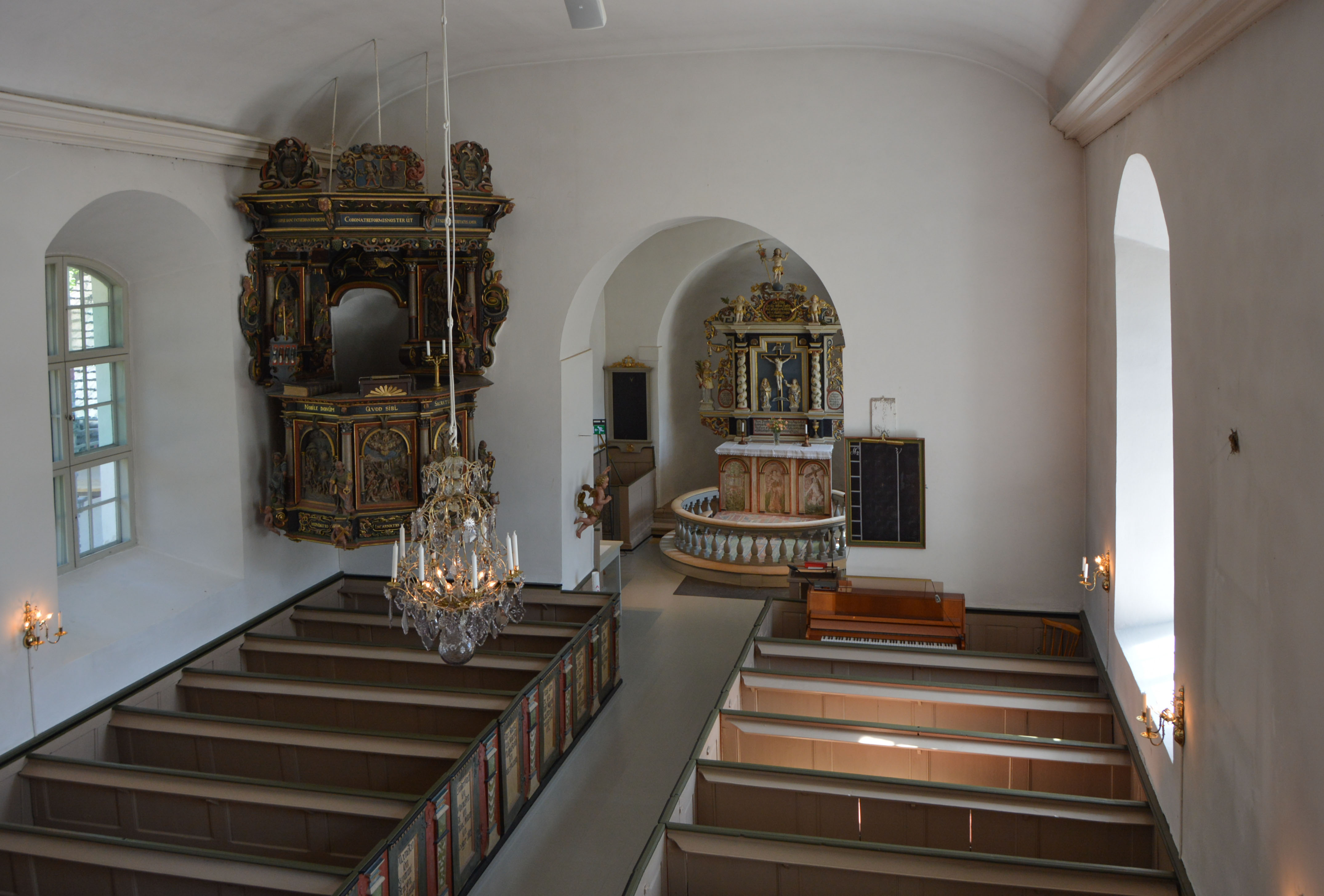
Kyrkorummet mot öster
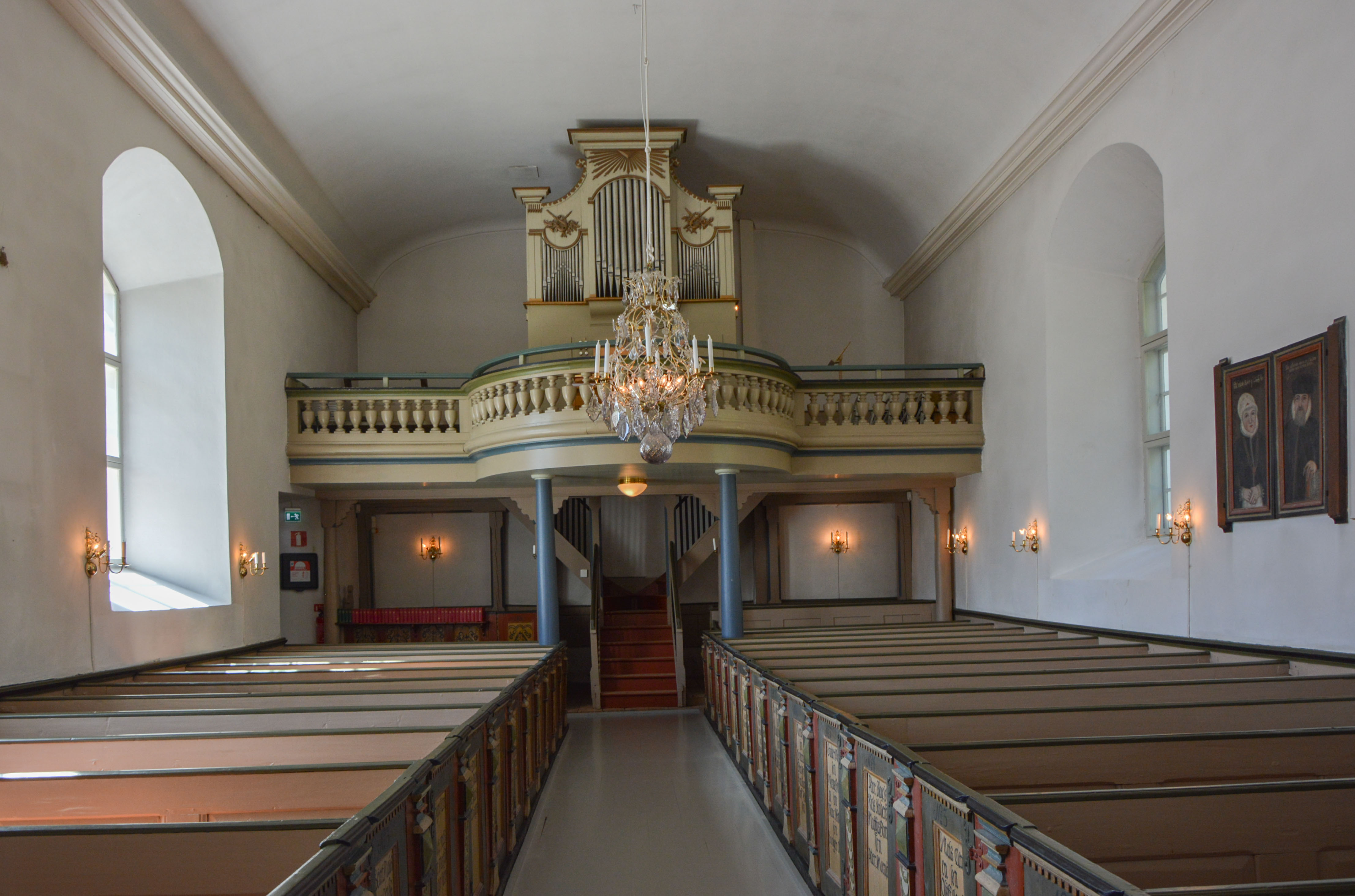
Interiör mot väster
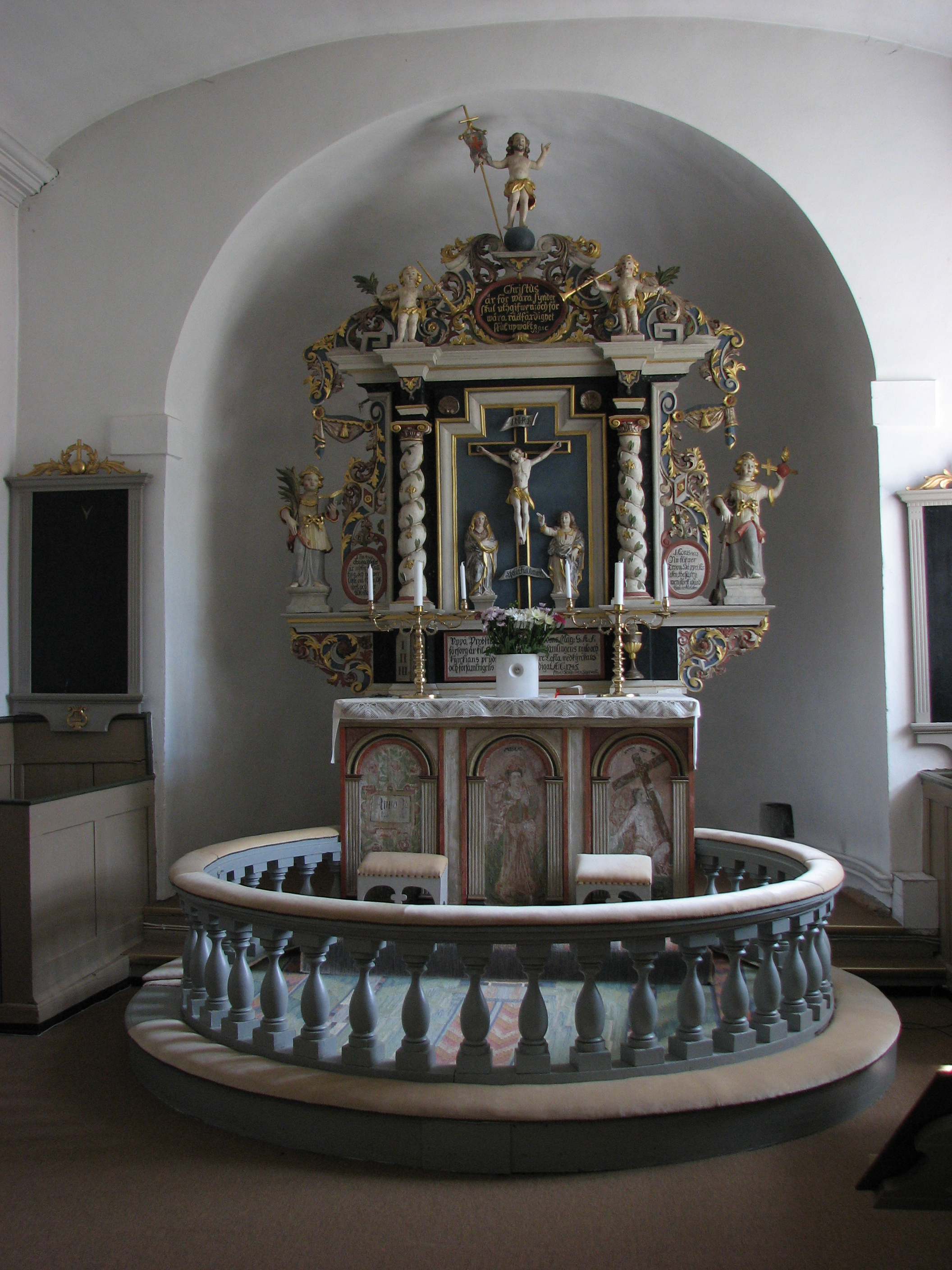
Korabsiden
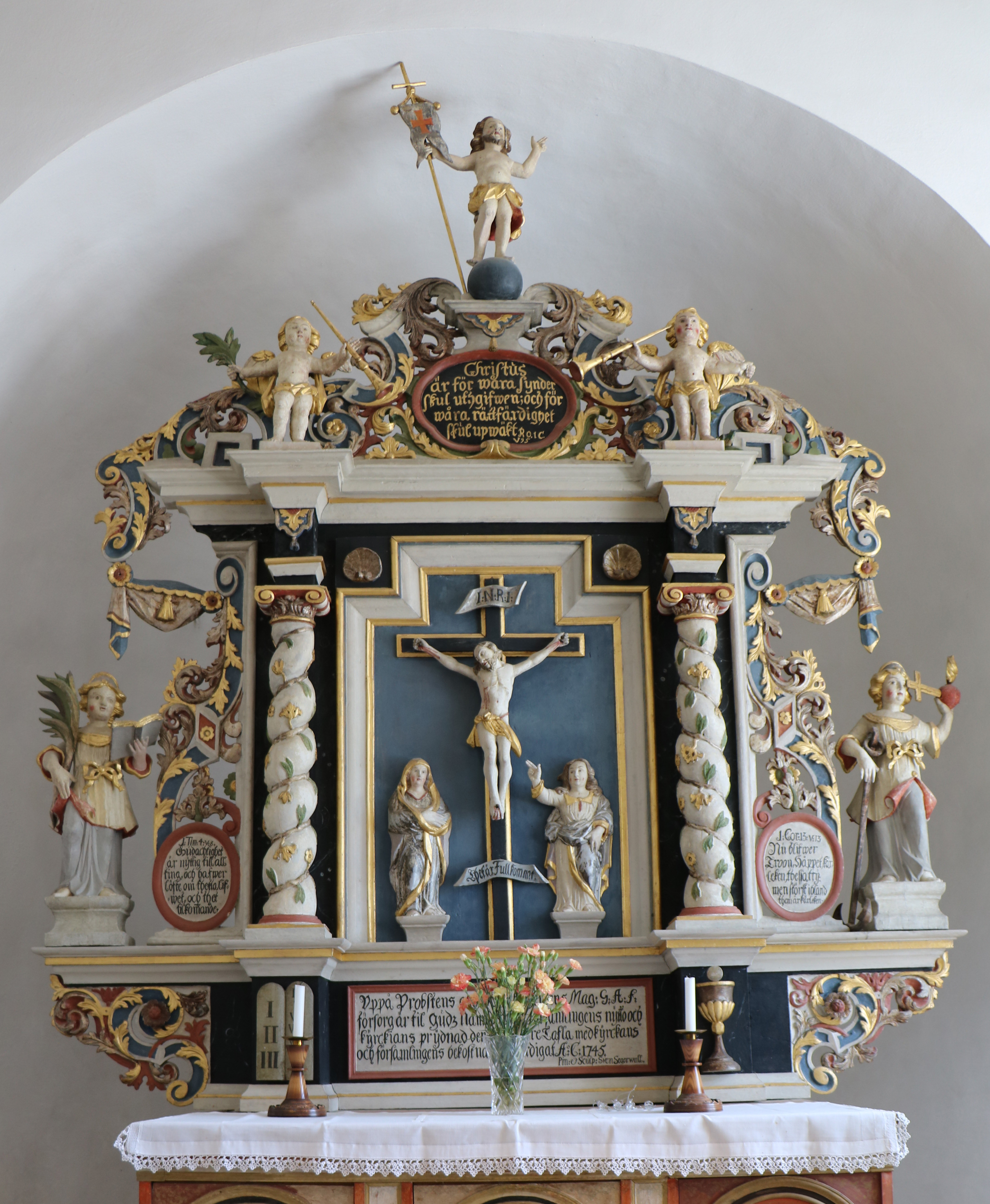
Altaruppsatsen
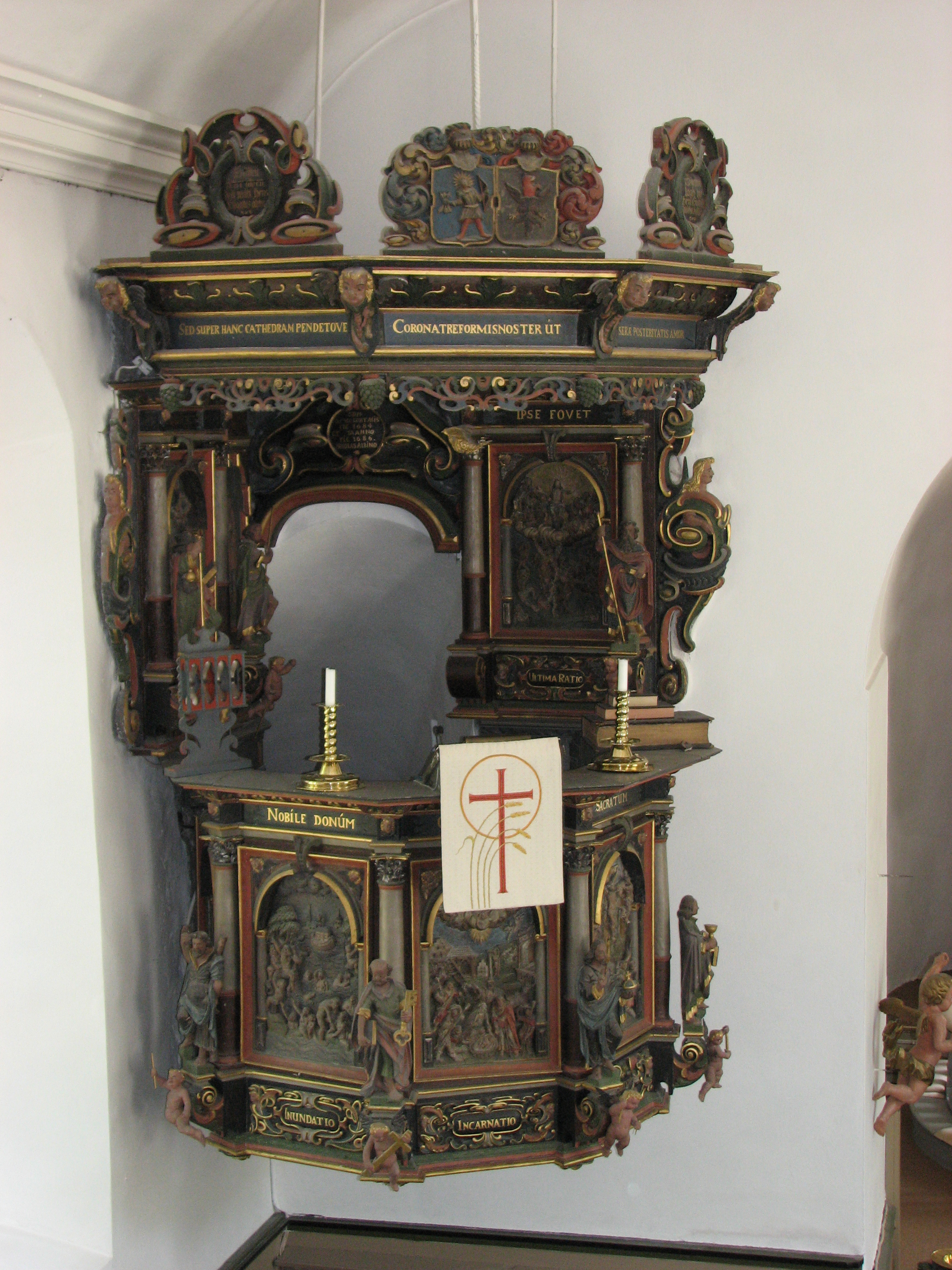
Predikstolen
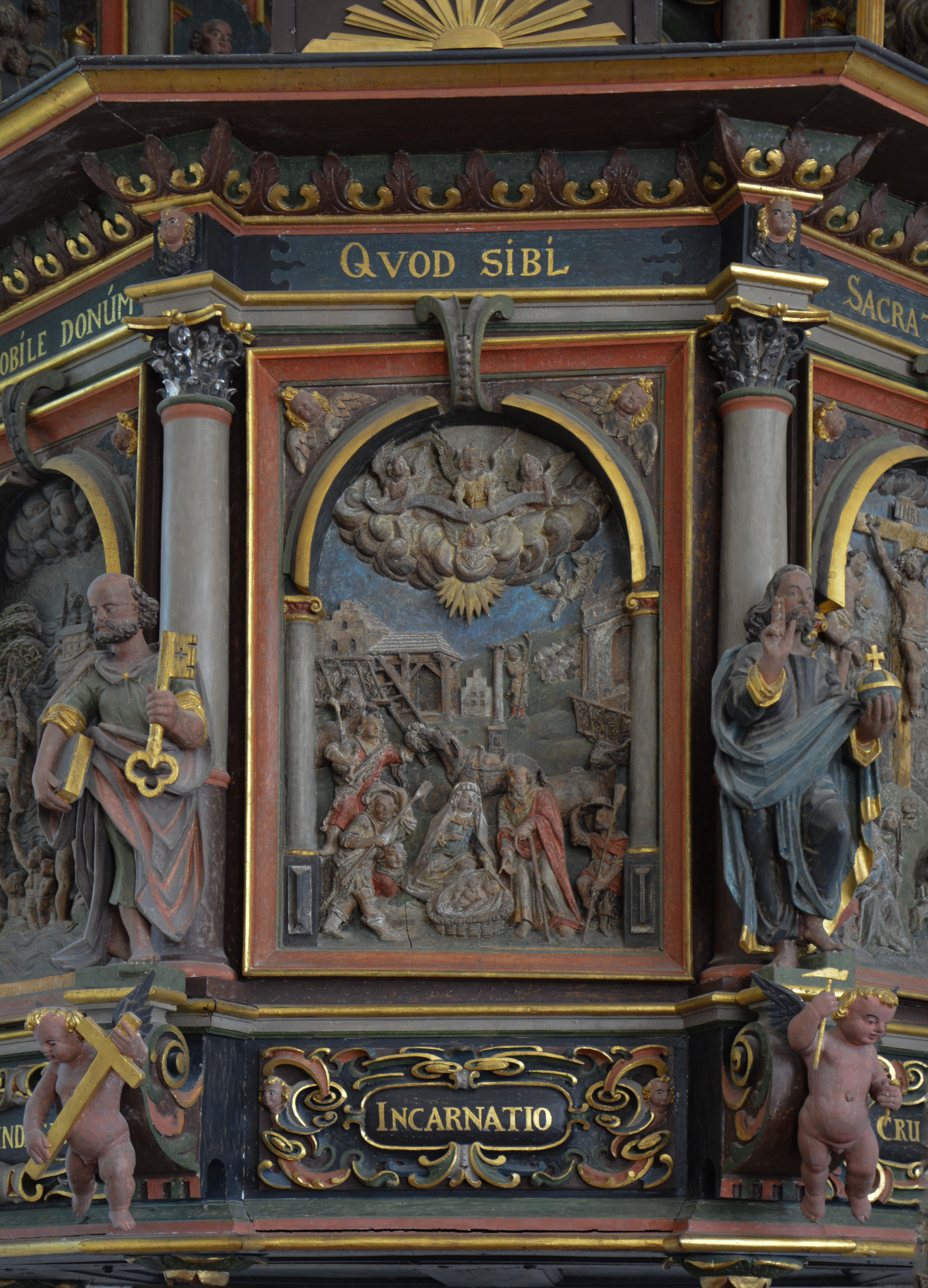
Detalj på predikstolen
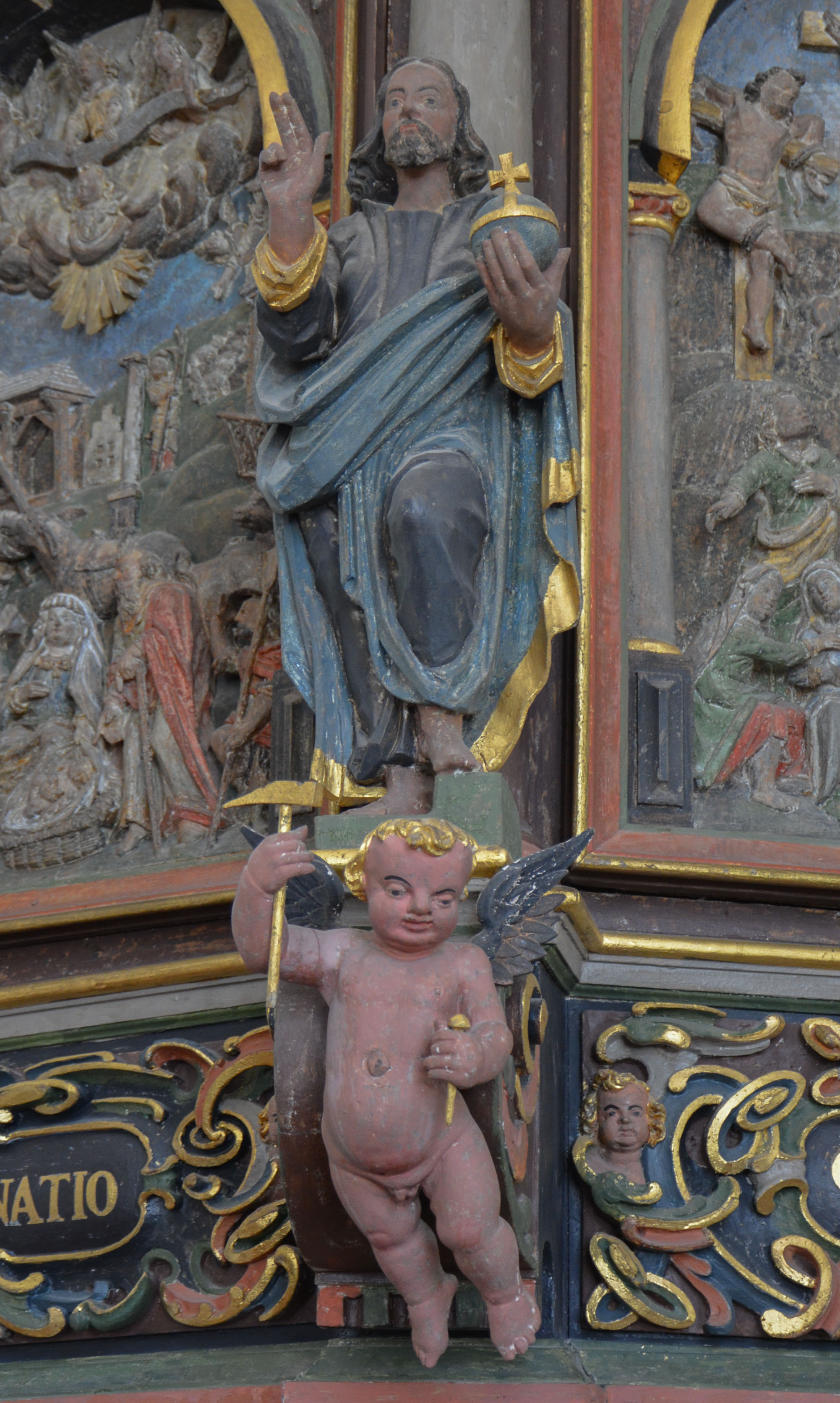
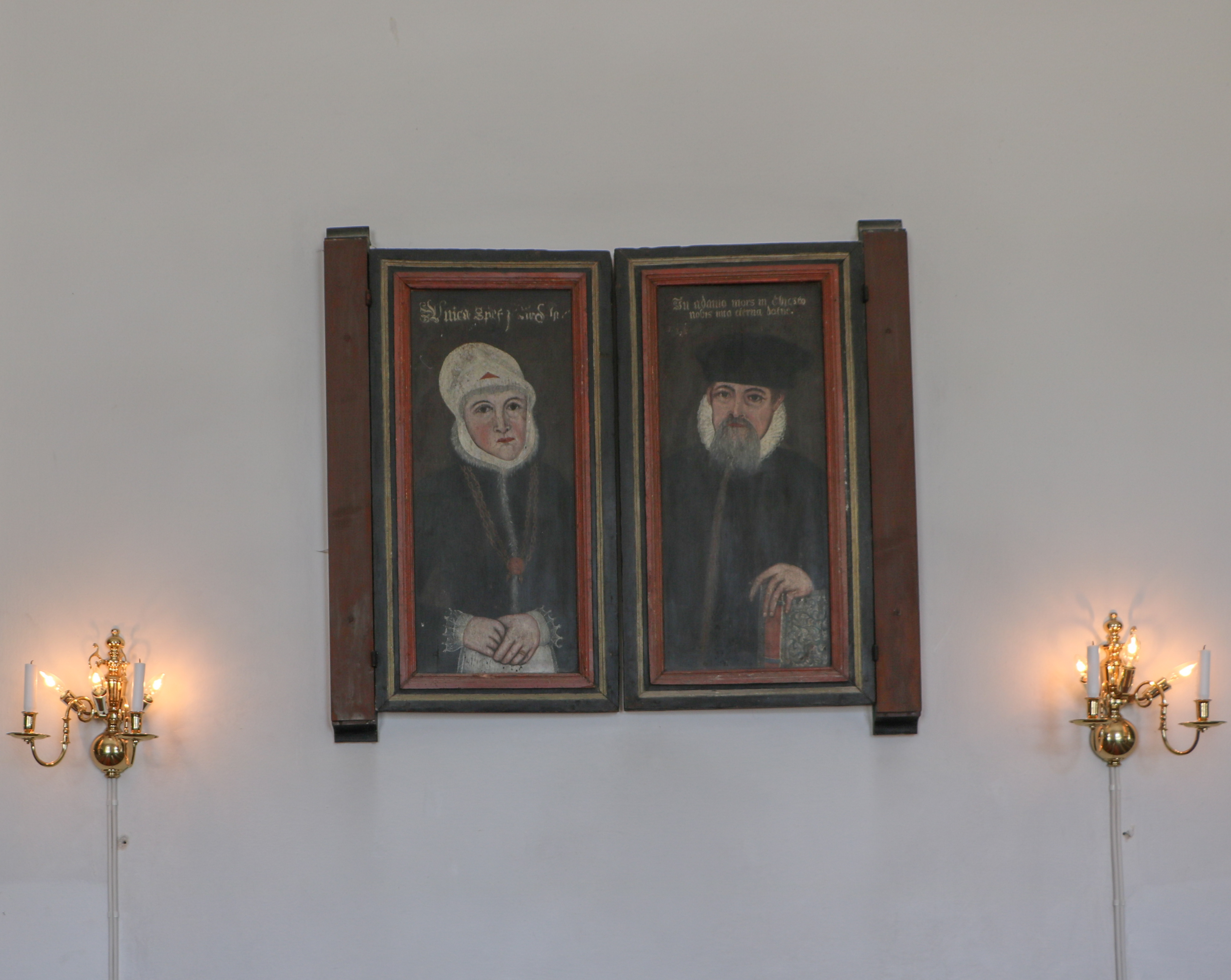
Tavelgrupp 1600-talet
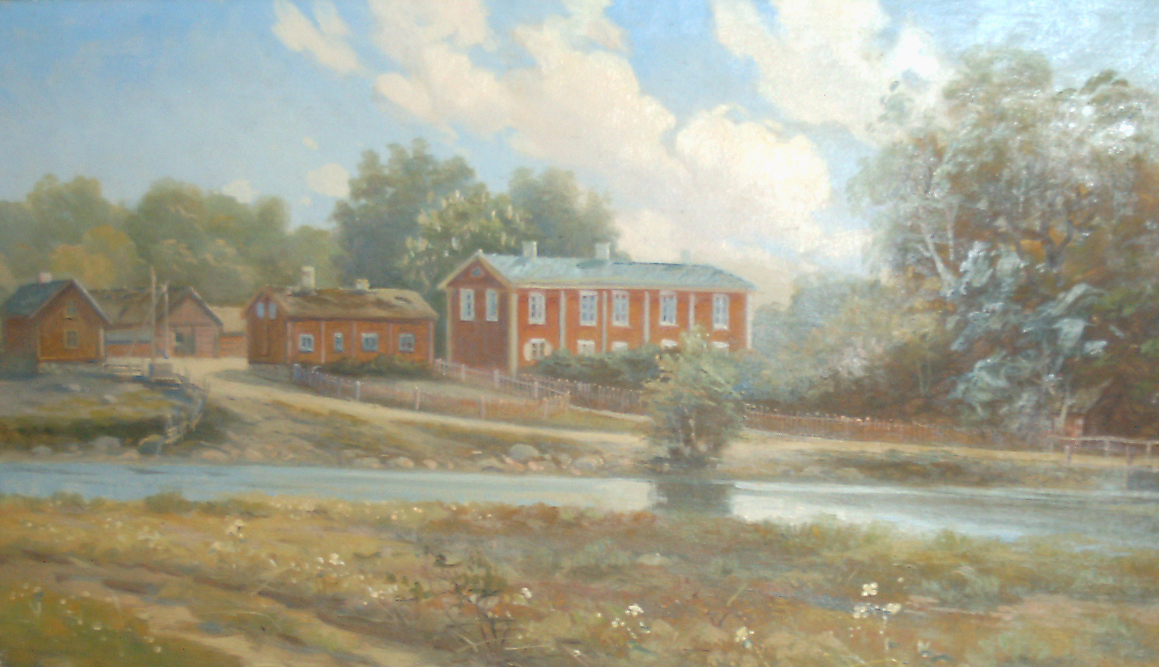
Gamla prästgården
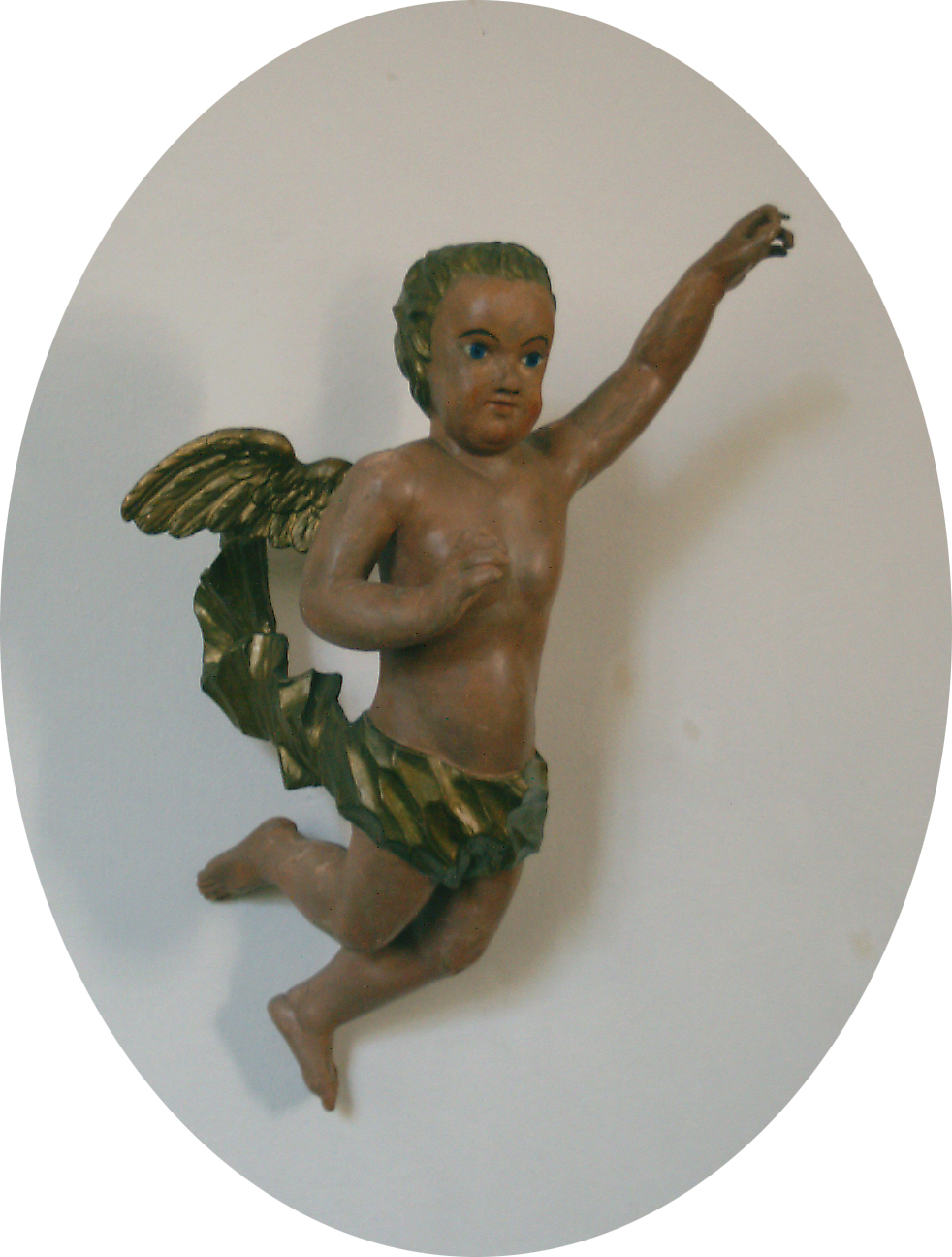
Änglabild över dopfunt
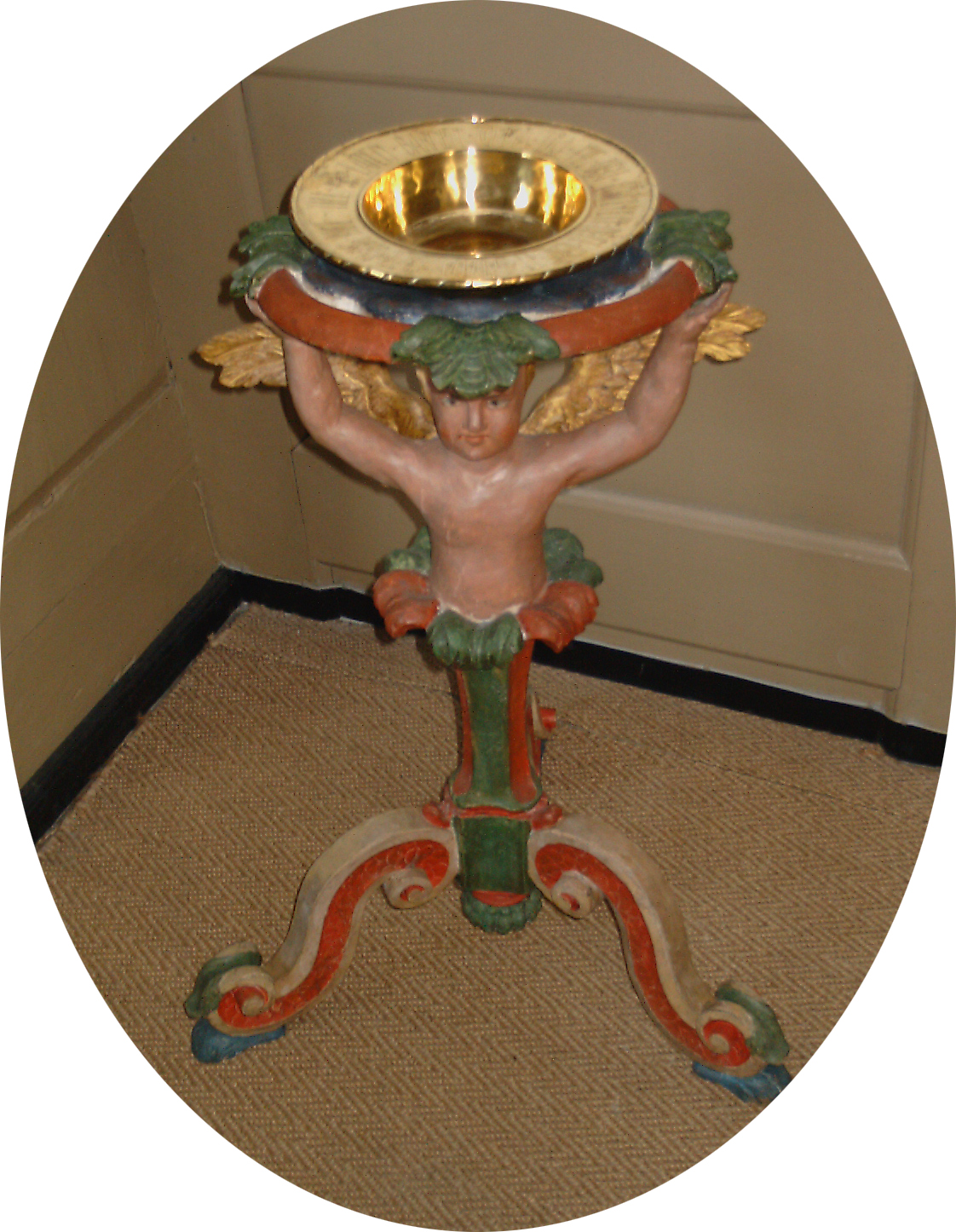
Dopställ av trä med ängel
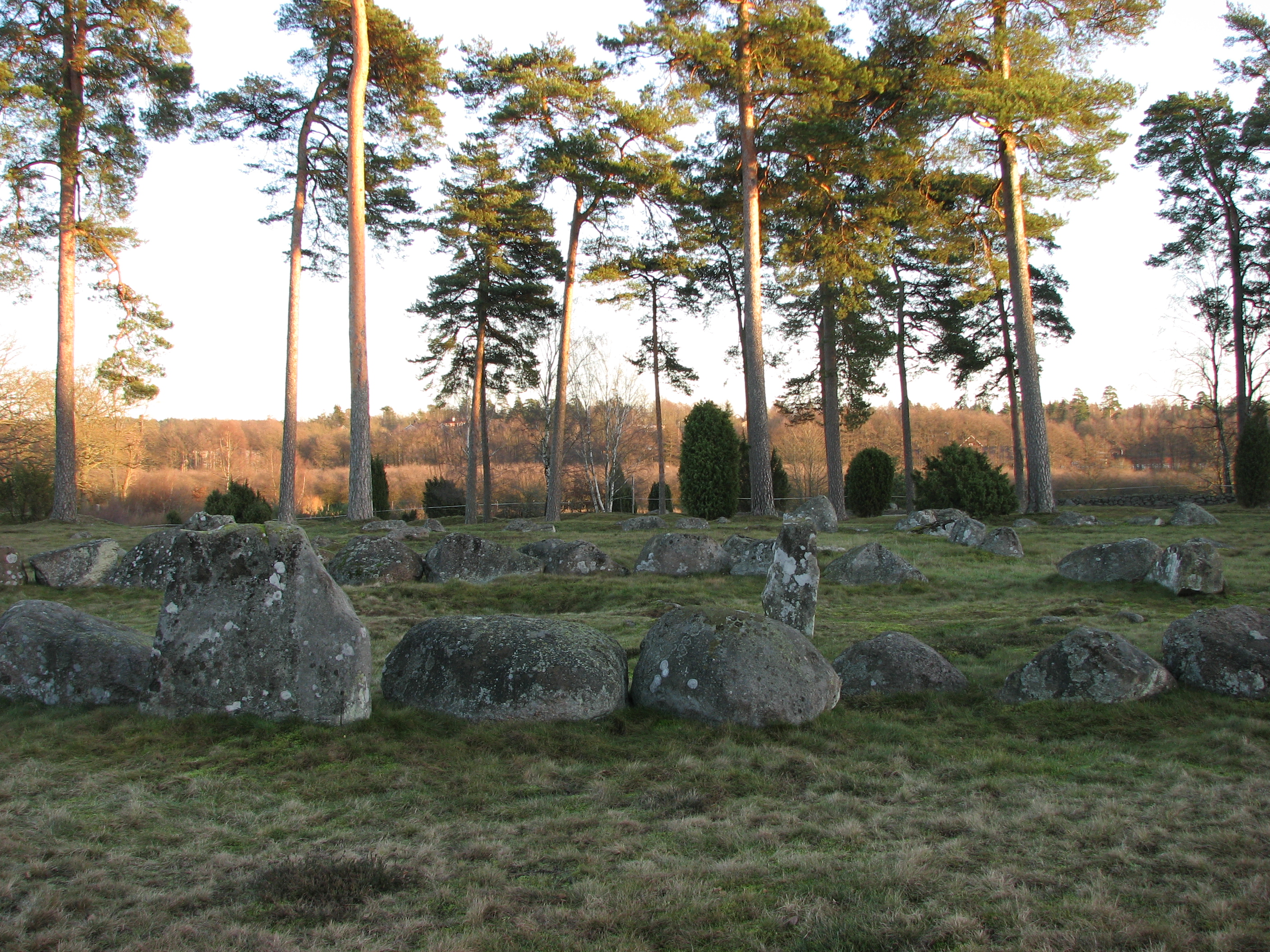
Gravfältet
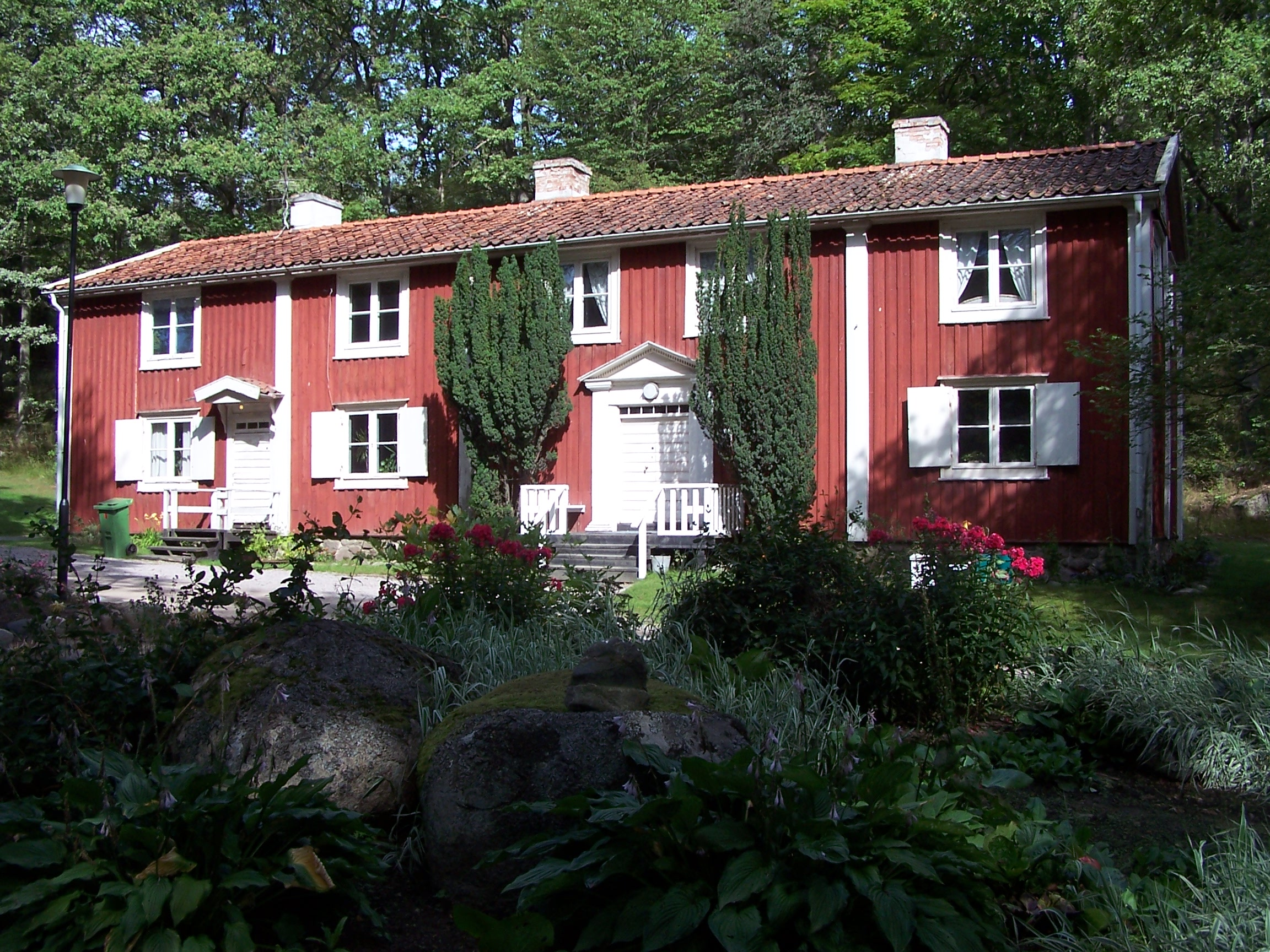
Hjortsberga gamla prästgård
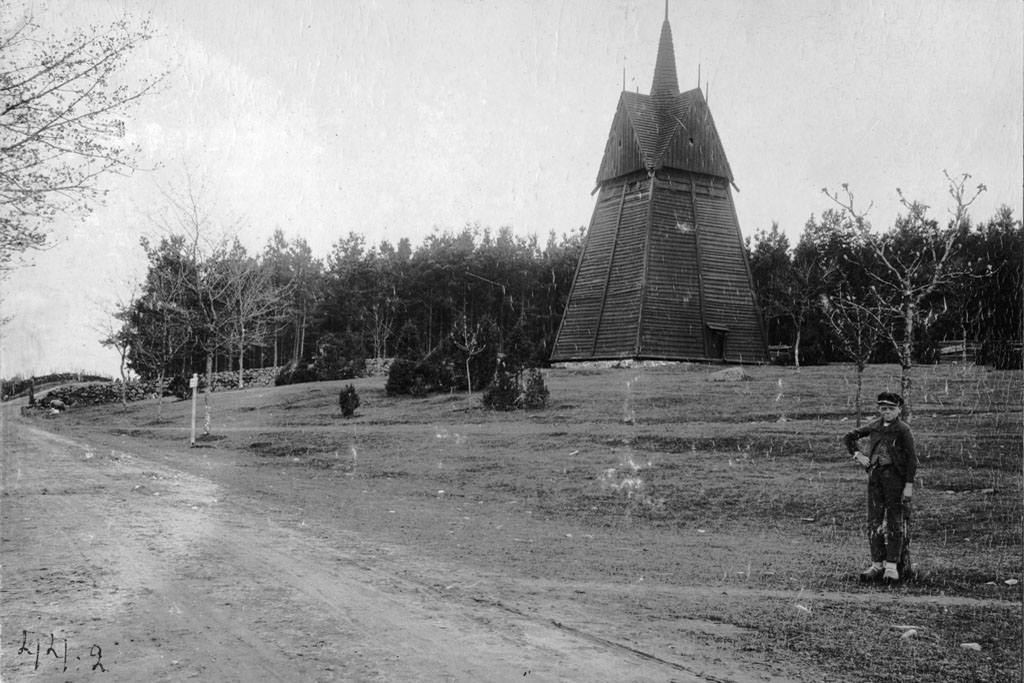
Klockstapeln 1893
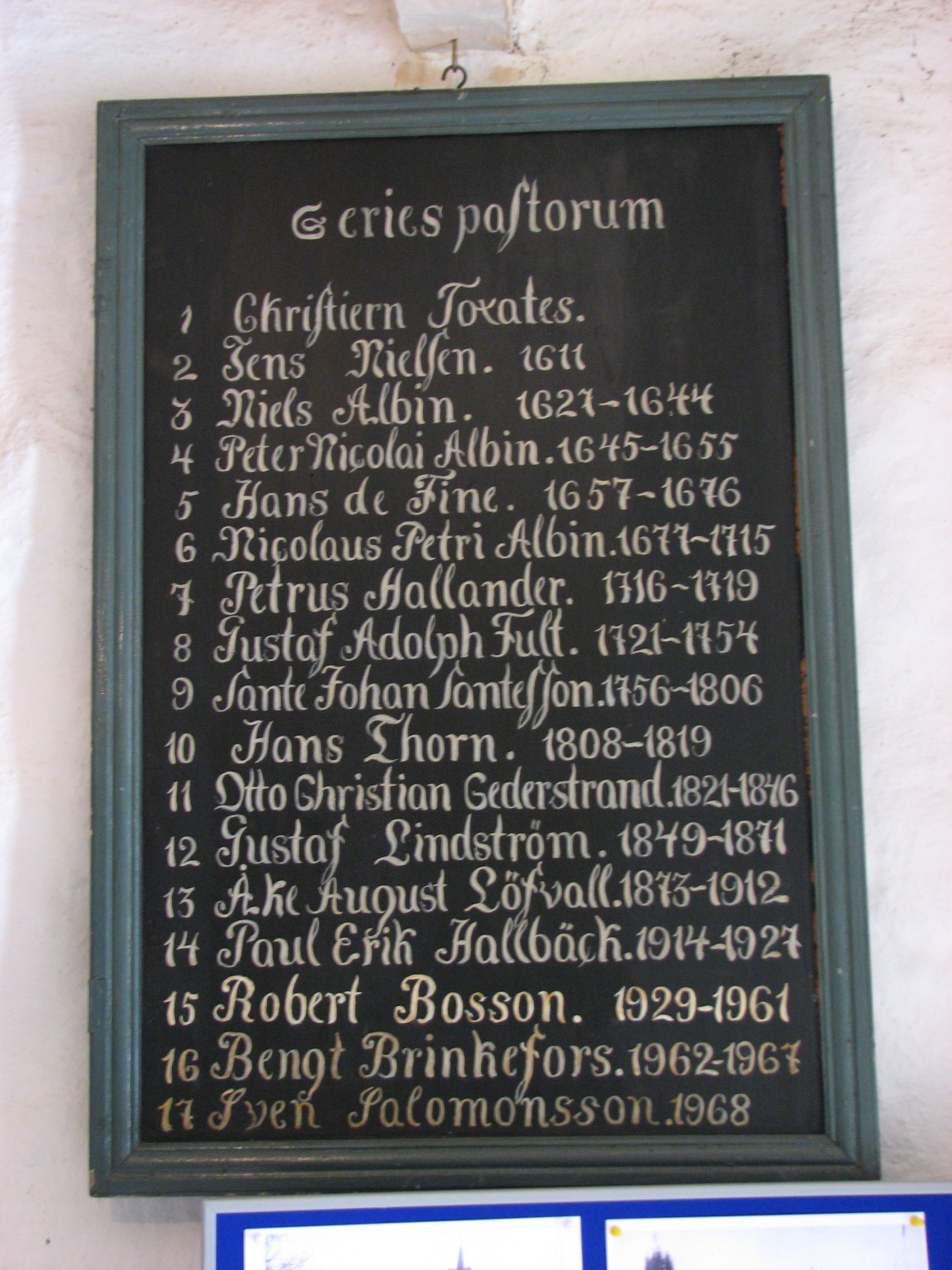
Series Pastorum 1-17
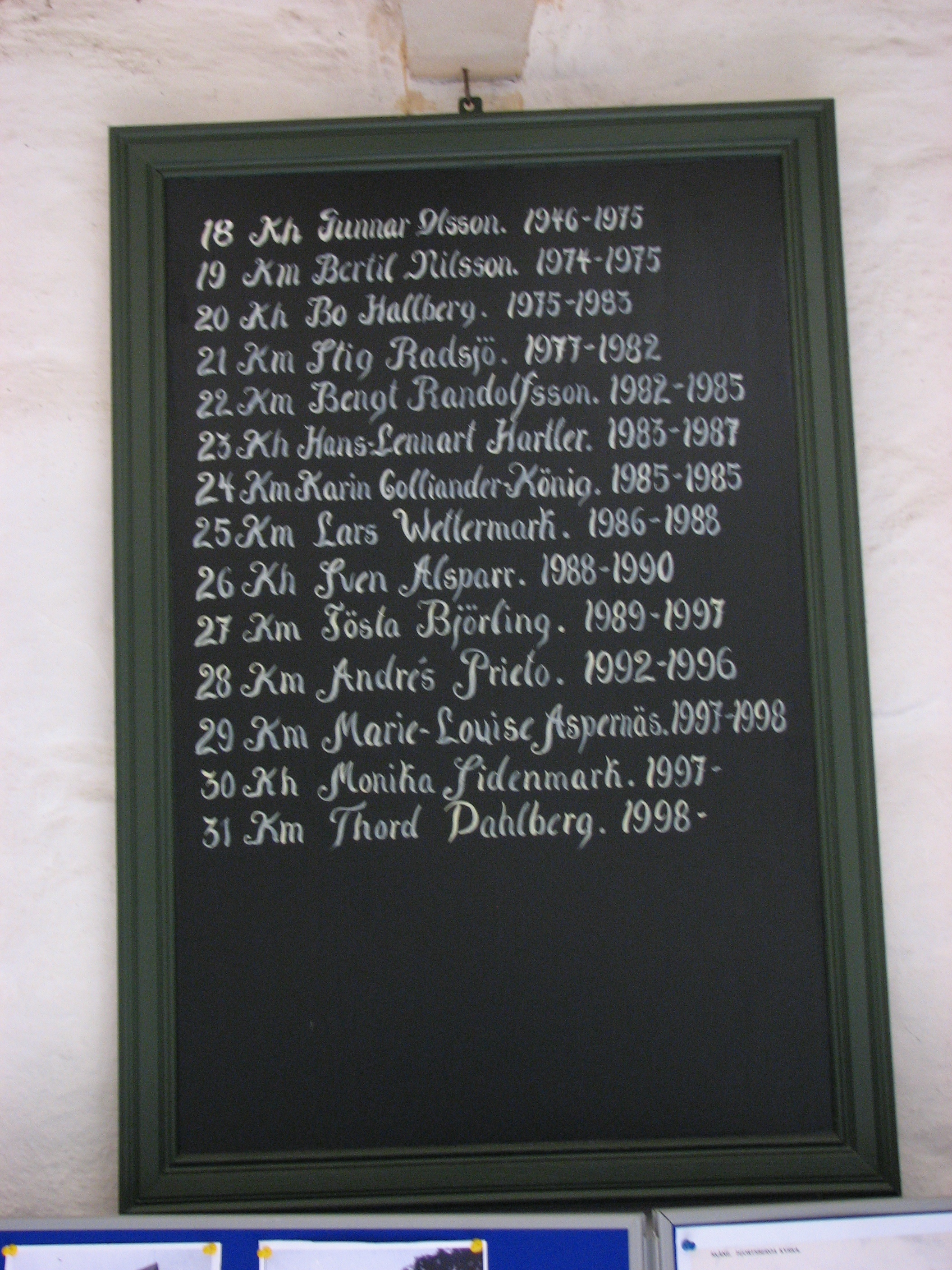
Series Pastorum 18-31